# Hauert HBG Dünger
Die Hauert HBG Dünger AG ist ein Schweizer Hersteller von Düngern für den Gartenbau und den Bio-Landbau. Das Unternehmen ist seit 1663 in Familienbesitz.

## Geschichte
Am 18. Juni 1663 erhielt Adam Hauert von Schultheiss und Rat der Stadt Bern die Konzession zum Betreiben einer Gerberei. Zu jedem Gerbereibetrieb gehörte eine Lohstampfe zum Zerkleinern der Eichenrinde. Sie wurde auch zum Zerstampfen von Tierknochen verwendet. Die zerkleinerten Knochen brachten Bauern als Dünger auf die Felder aus. Alexander Hauert (1876–1955) und sein Bruder Fritz (1875–1929), die den Gerbereibetrieb in der neunten Generation führten, sahen sich gezwungen, die Gerberei 1911 aufzugeben. Die Knochenmühle behielten sie bei und stellten als «Gebrüder Hauert» Futterknochenmehl für Nutztiere und Düngemittel her.

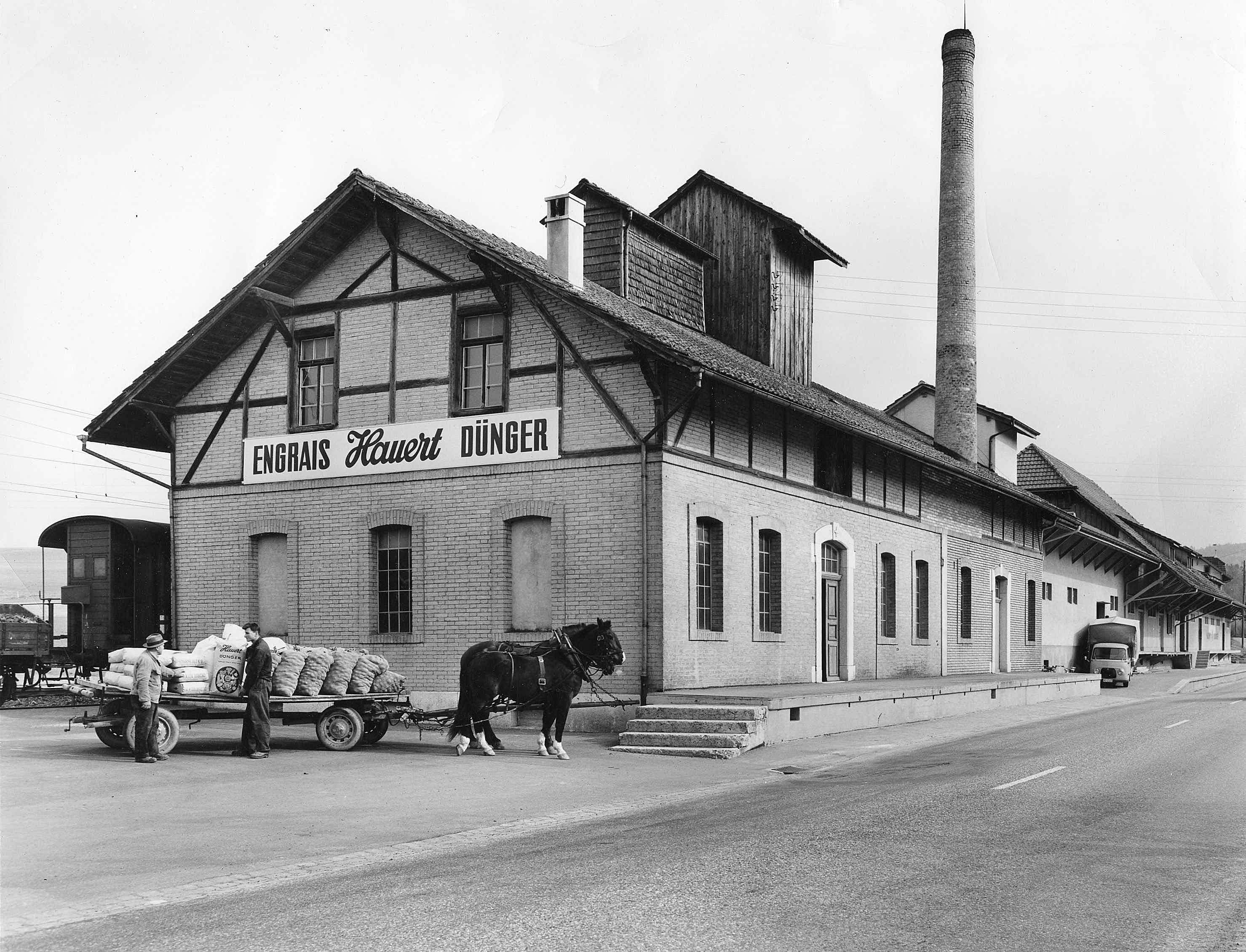
Hauert's Düngerfabrik um 1960

Nach Angabe des Unternehmens gründeten Alexander Hauert zusammen mit seinem Sohn Johann (1905–1988) am 1. August 1929 die Kollektivgesellschaft Hauert & Co. Die neue Firma verlegte die Knochenmühle ins frühere Obstlager nach Suberg und konzentrierte sich fortan auf die Düngerherstellung.
1972 führte das Unternehmen einen harzumhüllten Langzeitdünger ein. Seit 1985 betreibt es ein eigenes Labor, welches unter anderem der Grundlagenforschung für die Düngerentwicklung dient. Für die Prüfung von Rohstoffen und Rezepturen werden sowohl Labor- als auch Feldversuche durchgeführt. Kooperationen bestehen mit den Forschungsanstalten Agroscope und FiBL. In Zusammenarbeit mit der Agroscope entwickelte das Unternehmen einen nichtorganischen Dünger mit retardierender Nährstoffabgabe.
In den 1990er erlebte das Unternehmen Einbrüche, als im Zuge von BSE Knochenmehl verboten wurde. Dünger im Wert von mehreren Millionen Franken musste verbrannt werden. Nachdem 1998 die Preise für die Rohstoffe Stickstoff, Kalium und Phosphor innerhalb weniger Monate wegen gestiegener Nachfrage am Weltmarkt um 160 Prozent angestiegen waren, musste Hauert vorübergehend einen hohen Preis für die Einhaltung der Verträge mit den grossen Abnehmern zahlen.
2004 wurde die Hauert & Co. in die Hauert HBG Dünger AG überführt. Das Unternehmen wird seit 2006 in zwölfter Generation von Philipp Hauert geführt. Dieser ist seit 2010 alleiniger Inhaber. 2007 übernahm die Firma den deutschen Düngerhersteller Günther Cornufera, mit dem Ziel, im europäischen Markt vertreten sein. Damit verbunden war die Gründung der Hauert Günther Düngerwerke GmbH in Nürnberg. 2018 ging die deutsche Firma Manna in Ammerbuch in die Hauert Manna Düngerwerke GmbH über. Laut Handelszeitung (2012) hat sich Hauert zur „Schweizer Nummer eins für Spezialdüngemittel entwickelt“. Jährlich werden rund 30'000 Tonnen Dünger produziert. Hauert macht 80 % seines Umsatzes in den ersten Monaten des Jahres. Ab Ende Mai nimmt die Nachfrage nach Dünger ab.

## Produkte
Das Unternehmen produziert organische und organisch-mineralische Spezialdünger für Hausgärten, Gartenbau, Sportplätze und den Öko-Landbau, insgesamt 1600 verschiedene Düngerprodukte, wobei die Mehrheit am Firmensitz in der Schweiz hergestellt wird. Seit 2005 produziert es nach einem patentierten Verfahren von Hans-Jürgen und Phillip Hauert ein staubfreies Düngergranulat. Einige der Produkte tragen das Schweizer Bio-Label. Unter der Marke Hauert Biorga Dünger  wird eine eigene Produktlinie für den biologischen Land- und Gartenbau geführt.

## Standorte
Der Hauptsitz des Unternehmens befindet sich in Grossaffoltern; die Fabrik steht in der zu Grossaffoltern gehörenden Ortschaft Suberg. In Nürnberg befinden sich die deutsche Tochtergesellschaft Hauert Günther Düngerwerke GmbH und die Hauert Manna Düngerwerke GmbH, in Saarbrücken ein kleiner Produktionsstandort. 2015 nahm das Unternehmen in Groningen eine Anlage zur Produktion von Methylenharnstoffdünger in Betrieb.

## Unternehmenspublikation
- Bernadette Hauert, Philipp Hauert, Hans-Jürg Hauert, Hans Peter Wegmüller, Ruedi Hauert: 350 Jahre – aus Liebe zur Natur. Selbstverlag (Firmenchronik zum 350. Jubiläum), Grossaffoltern 2013, ISBN 978-3-03303922-3 (56 S.).